# Anemone flavescens
Anemone flavescens là một loài thực vật có hoa trong họ Mao lương. Loài này được Zucc. mô tả khoa học đầu tiên năm 1826.

## Hình ảnh

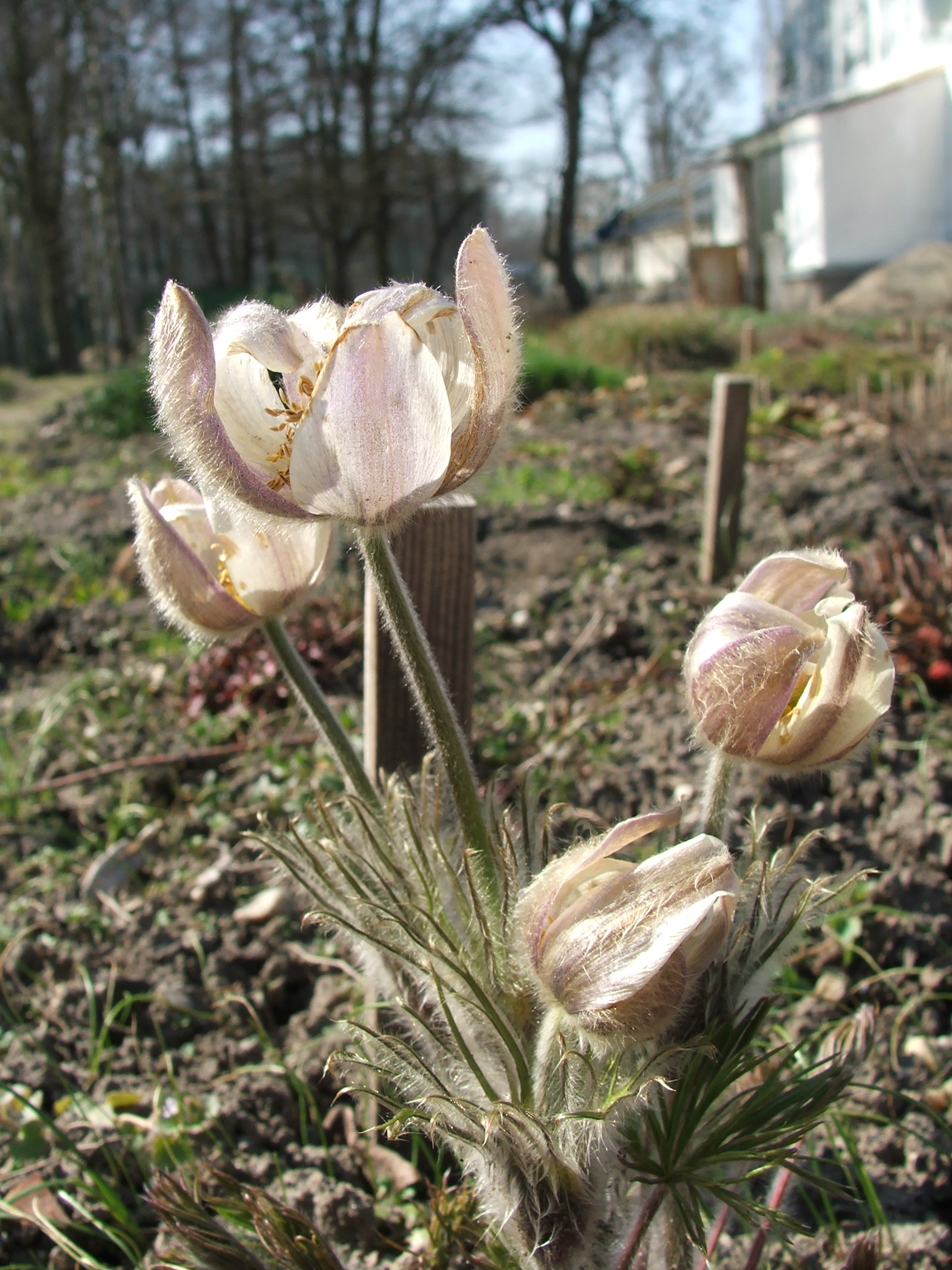
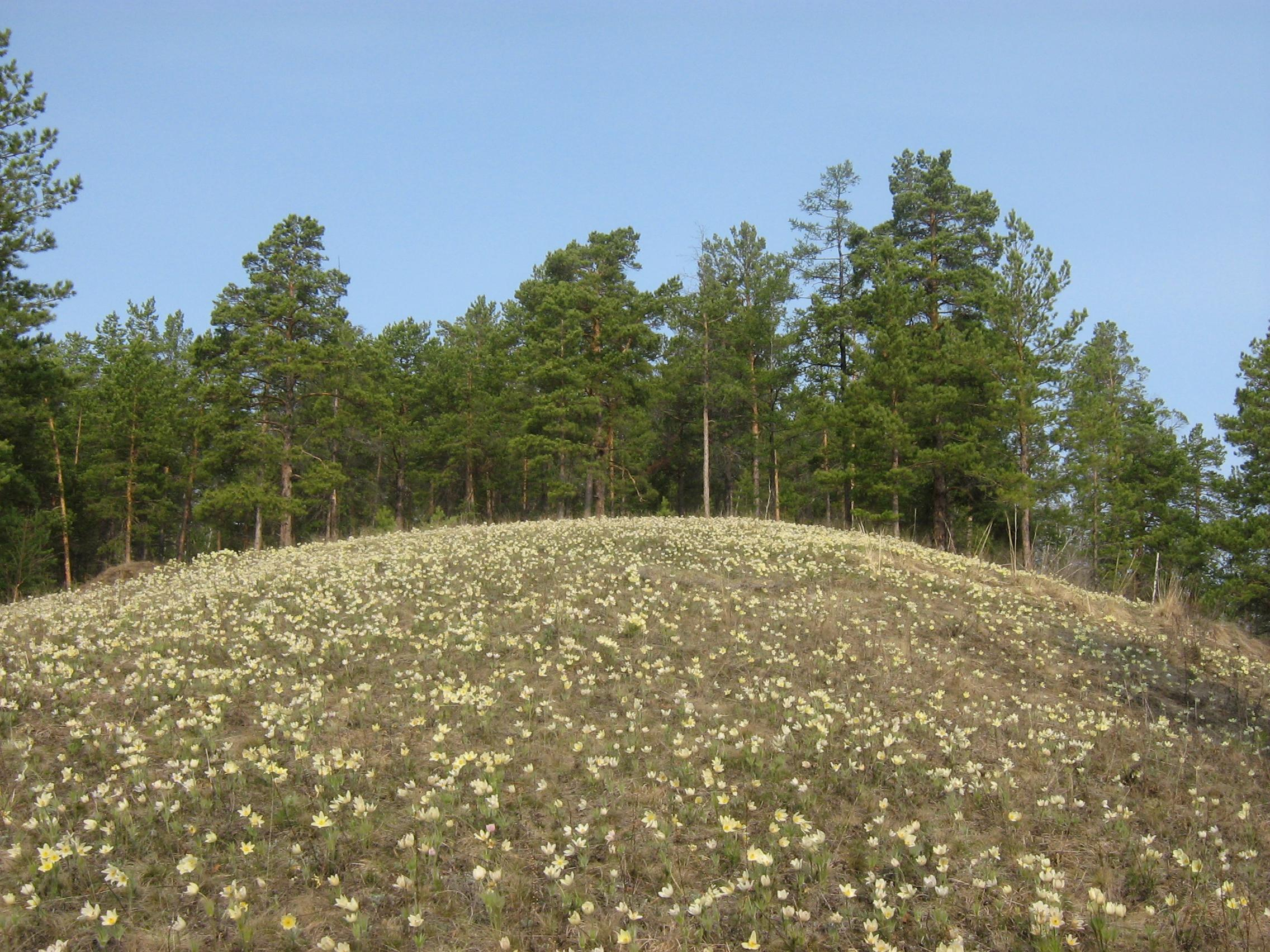